# Dysdera kugitangica
Dysdera kugitangica là một loài nhện trong họ Dysderidae.
Loài này thuộc chi Dysdera. Dysdera kugitangica được miêu tả năm 1992 bởi Dunin.